# Ерлыковы
Ерлыковы (Ярлыковы) — древний русский дворянский род.
Род внесён в VI часть родословной книги Костромской губернии.

## История рода
Предок дворян Ерлыковых, Иван Иванович Ерлыков, во время нашествия литовского королевича Владислава на Москву, находился в осаде (1618), оказывал мужество, храбрость в боях и при приступах неприятеля, за что  ему пожаловано: за "головство" камка (1618), царём Михаилом Фёдоровичем за Московское осадное сидение пожаловано из имения в вотчину в Костромском уезде (1619) . В дальнейшем Иван Иванович был с воеводами в Тюмени (1625-1627), за службу пожалован в московские дворяне (1627-1640), "начальный человек" драгунского строя (1649).
Иван Львович, Лев Андреевич и подьячий Алексей Ерлыковы владели населёнными имениями (1699).

## Описание герба
В чёрном щите золотой пояс, обременённый тремя синими васильками. За поясом накрест два серебряных меча вверх (польский герб Пелец).
Щит увенчан дворянским коронованным шлемом. Нашлемник: накрест два серебряных меча остриями вверх. Намёт: справа чёрный с золотом, слева лазоревый с серебром. (Гербовник, XII, 56).

## Известные представители
- Ерлыков Роман Васильевич — воевода в Вятке (1658).
- Ерлыков Гаврила Васильевич — рейтар (1678), владел поместьем в Каширском уезде.
- Ерлыков Максим Андреевич — стряпчий (1688-1692)[2].